# Chevrolet Astro

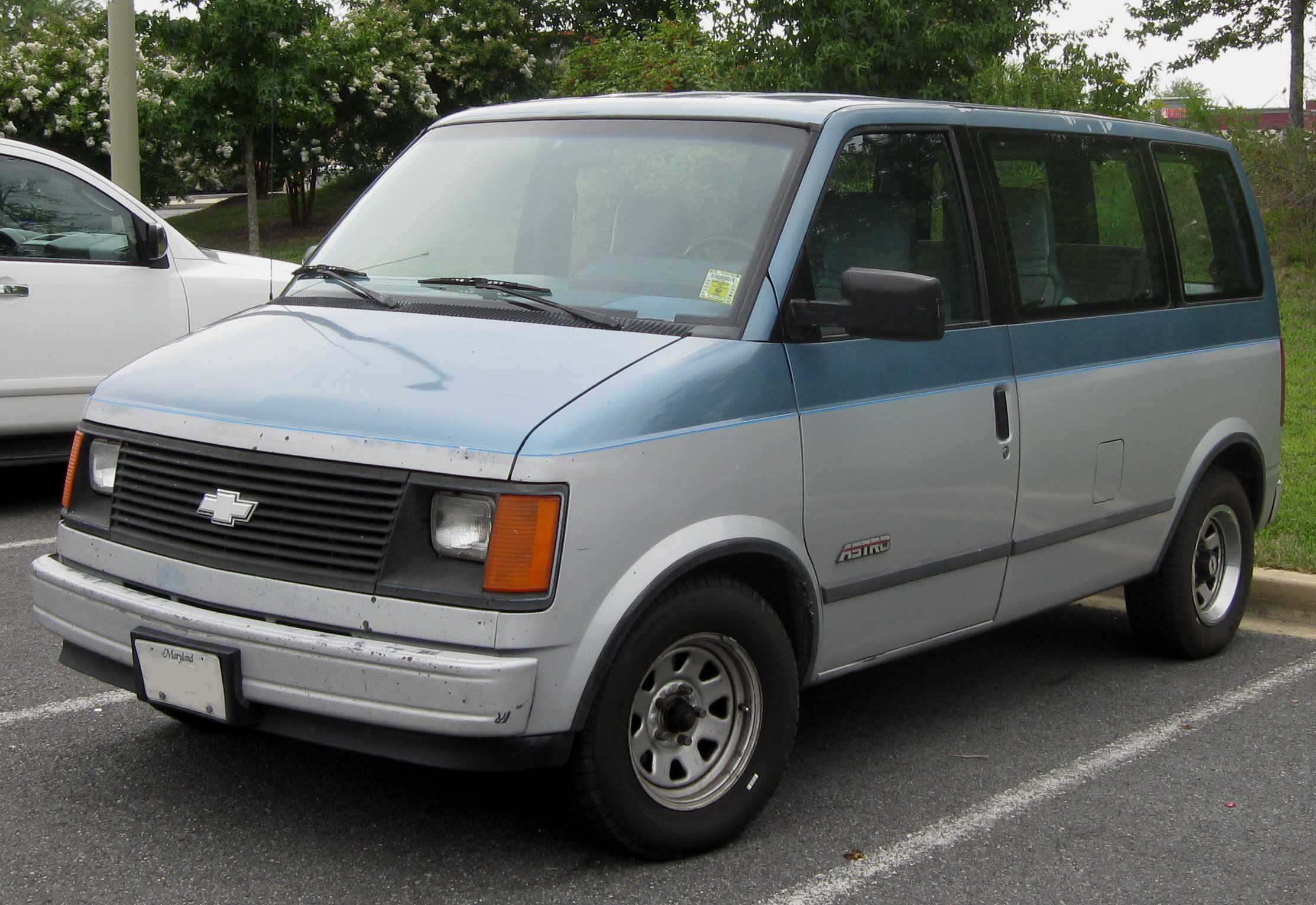
Chevrolet Astro (première génération)

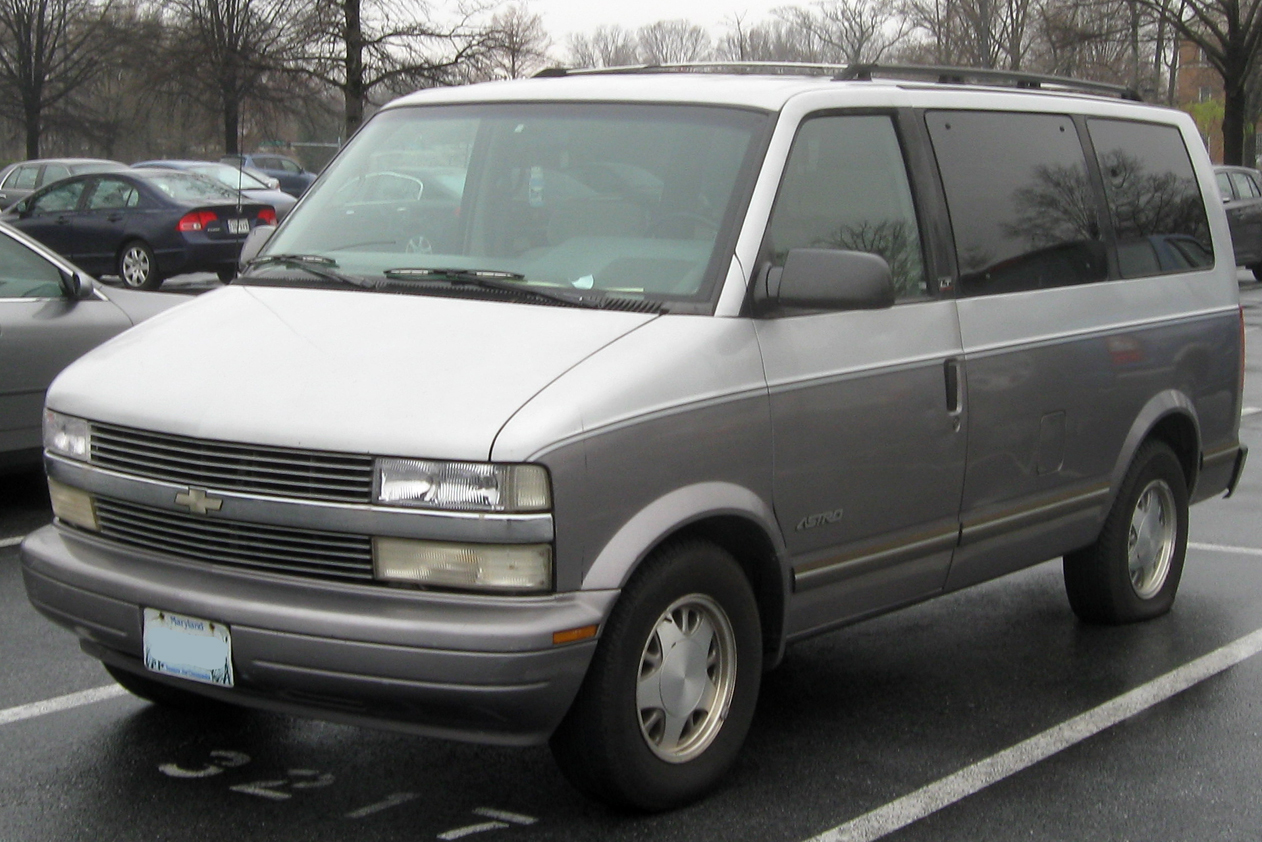
Chevrolet Astro (deuxième génération)

La Chevrolet Astro est une camionnette de la marque Chevrolet. Il a été conçu en 1985 pour rivaliser les marques américaines concurrentes telles que les Dodge Caravan ou les Plymouth Voyager, ainsi que les japonais avec leur Toyota MasterAce.
Le châssis de l'Astro est le même que le GMC Safari.
En plus des utilisations standards de tourisme, les camionnettes sont également disponibles en fourgonnettes.

## Contexte
L'appellation Astro avait déjà été utilisée par Chevrolet pour des concepts dévoilés dans les années 1960.
L'Astro et le Safari ont été introduits pour 1985 en tant que premier mini-van de General Motors. Bien que commercialisé en réponse aux monospaces Chrysler de première génération, GM a adopté une disposition à propulsion arrière, dimensionnant étroitement l'Astro et Safari au fourgon Chevrolet G10 à empattement court. Semblable au Ford Aerostar, pour réduire les coûts de production, GM a adopté les composants du groupe motopropulseur des pick-ups légers ; les moteurs et les transmissions provenaient du Chevrolet S-10, permettant une capacité de remorquage allant jusqu'à 5500 lb (2500 kg).
Avant son utilisation sur une mini-fourgonnette, la plaque signalétique Astro a été utilisée deux fois par General Motors; en 1967 (pour le concept car Chevrolet Astro 1), et de 1969 à 1987 (sur le semi-remorque GMC Astro COE). GMC s'est procuré la plaque signalétique Safari de Pontiac (utilisée par ce dernier pour désigner les voitures familiales à grain de bois). Comme GMC était la moitié de la division Pontiac/GMC (y compris plus tard Buick), de 1985 à 1989, les GMC et Pontiac Safari étaient simultanément offerts par le même réseau de concessionnaires.

## Première génération(1985 - 1994)
La publicité initiale se vantait que c'était un véhicule qui "vous fera réaliser que la vie est trop grande pour un monospace", faisant référence aux monospaces Chrysler. La fourgonnette peut avoir une configuration de sièges entre deux et huit places.
Les choix de moteurs allaient d'un quatre cylindres de 2,5 L de 98 ch (73 kW; 99 ch) à un V6 de 4,3 L de 200 ch (149 kW; 203 ch), selon les options ou l'année modèle. Le moteur 4 cylindres n'était proposé que dans les versions cargo de l'Astro; il a été abandonné après 1990.
Tout comme les véhicules GM F-body de seconde génération de 1970-1981 et X-body, les GM M-van (Astro/Safari) avaient un sous-châssis boulonné. Pour les M-van, la suspension avant partage la plupart des composants avec les breaks GM B-body (Chevrolet Caprice, Oldsmobile Custom Cruiser et les plus grandes variantes du Pontiac Safari et Buick Estate Wagon) avec une suspension arrière à ressort à lames. Les rotules inférieures étaient plus grandes que celles de leurs homologues à carrosserie B (similaires aux véhicules à plateforme D de Cadillac de 1977-1996, par exemple, les limousines Fleetwood). Ces joints à rotule ont ensuite été utilisés dans les dernières voitures Chevrolet Caprice 9C1 (finition police) fabriquées en 1995 et 1996. Ils partageaient également de nombreuses similitudes mécaniques avec les pickups et véhicules utilitaires S/T et GMT 325/330 de taille moyenne. 
Des tableaux de bord numériques ont été proposés dans la première génération d'Astro; cette option ne s'est pas poursuivie après 1994.
1989 a été la dernière année pour la mise à disposition de la transmission manuelle Borg Warner T-5. Tous les modèles suivants ont été équipés de transmissions automatiques 700R4/4l60 jusqu'en 1993.
En 1990, un nouveau système All Wheel-Drive (AWD) (le premier minivan construit aux États-Unis à le faire), conçu et développé par FF Developments (FFD), est devenu facultatif. Les modèles AWD avaient une économie de carburant inférieure : 17 miles par gallon sur route contre 20 à 21 miles par gallon pour les fourgonnettes à traction arrière. Les Astro AWD utilisaient une boîte de transfert Borg Warner 4472.
Toujours en 1990, un nouveau tableau de bord analogique a été introduit avec la disponibilité d'une option de carrosserie étendue, partageant son empattement avec la version plus courte. L'année modèle 1990 a également introduit le système de freinage hydroboost, un système utilisant la même pompe entraînée par courroie pour alimenter la direction assistée et les freins. 
En 1992, une nouvelle forme optionnelle pour les portes a été introduite, familièrement connue sous le nom de portes Dutch. C'étaient deux portes à deux battants avec une fenêtre relevable au-dessus. Auparavant, les fourgons Astro et Safari n'étaient équipés que de portes à deux battants. Un moteur optionnel de 4,3 L (RPO L35) avec injection à orifice central et arbre d'équilibrage a été introduit progressivement.
En 1993, la transmission automatique à 4 vitesses 4L60E à commande électronique avec surmultiplication est devenue la seule offre de transmission. Comme pour de nombreux autres véhicules GM de l'année modèle 1993, la protection en tissu Scotchgard est également devenue une caractéristique standard des fourgons Astro équipés de sièges en tissu. 1994 a également vu l'ajout de trois nouvelles couleurs de peinture extérieure. Ces couleurs étaient Indigo Blue Metallic (#39), Light Quasar Blue Metallic (#20) et Medium Quasar Blue Metallic (#80).
Pour l'année modèle 1994, GM a commencé à fabriquer la plupart de ses véhicules, y compris l'Astro et Safari, avec des systèmes de climatisation sans CFC, qui utilisaient du réfrigérant R134a au lieu du réfrigérant R-12.

## Deuxième génération(1995 - 2005)
En 1995, le modèle a été revisité avec un nez allongé qui ressemblait aux fourgonnettes Express alors nouvelles; tandis que les phares scellé à faisceau carré d'origine ont été conservés pour les fourgonnettes utilitaires, les variantes pour le transport de passagers utilisaient maintenant des phares rectangulaires montés horizontalement qui avaient fait leurs débuts sur les camions de grande taille en 1992 et qui finiraient par apparaître sur les petits camions en 1998. Aussi pour 1995, la carrosserie de longueur plus courte a été abandonnée. En 1996, un tableau de bord redessiné a reçu un coussin gonflable côté passager. Les camionnettes sont restées pratiquement inchangées jusqu'à la fin de la production en 2005. 
En 2003, GM a amélioré le châssis de l'Astro et du Safari avec certains composants de suspension, des freins plus gros et des roues à six pattes de 16 pouces des pick-ups Chevrolet full-size et GMC d'une demi-tonne. 
Les jumeaux Chevrolet Astro et GMC Safari devaient initialement être abandonnées après 2002, mais ils ont survécu en raison de bonnes ventes; le dernier Astro et Safari sont sortis de la chaîne de montage le 13 mai 2005.

### Sécurité et essais de collision
L'Insurance Institute for Highway Safety (IIHS) a attribué à l'Astro une note « pauvre » en 1996 en raison d'une défaillance structurelle lors du crash test de l'Institut à 64 km/h dans une barrière fixe et décalée. Le soubassement de la camionnette d'essai s'est déformé, inclinant les deux sièges avant vers l'avant et poussant le mannequin de collision dans le tableau de bord et le volant, ce qui a entraîné une fracture de la jambe gauche, ce qui a amené l'Institut à dire que "l'effondrement de l'habitacle [a] laisse peu d'espace de survie au conducteur".
Cependant, lors des tests effectués par la National Highway Traffic Safety Administration (NHTSA), l'Astro et le Safari se sont mieux comportés, passant d'une note d'une étoile en 1991 à une note de trois étoiles (conducteur) et de quatre étoiles (passager) en 2000. En ce qui concerne les impacts latéraux, l'Astro et le Safari ont tous deux reçu la note la plus élevée de cinq étoiles chaque année où le test a été administré.
En 2007, l'IIHS a signalé que pour les années modèles de 2001-2004, le Chevrolet Astro a enregistré au cours des années civiles 2002-2005 le moins de conducteurs tués de tous les véhicules de tourisme aux États-Unis, calculé pour chacun en million d'unités sur la route. Les habitudes du conducteur et l'utilisation du véhicule peuvent avoir influencé ce résultat.